# (90) Antiope
(90) Antiope – planetoida podwójna z pasa głównego, należąca do rodziny Themis.

## Odkrycie
Została odkryta 1 października 1866 roku w obserwatorium w Düsseldorfie przez Roberta Luthra. Nazwa pochodzi od Antiope, jednej z Amazonek z mitologii greckiej.

## Orbita
Orbita Antiope nachylona jest do płaszczyzny ekliptyki pod kątem 2,22°. Na jeden obieg wokół Słońca potrzebuje ok. 5 lat i 222 dni, krążąc w średniej odległości 3,16 j.a. Średnia prędkość orbitalna wynosi ok. 16,66 km/s.

## Właściwości fizyczne
Antiope jest planetoidą podwójną, która składa się z dwóch obiektów o niemal jednakowych rozmiarach. Maksymalne średnice składników to 93 i 89,4 km.
Albedo jest małe i wynosi 0,06, a jasność absolutna to 8,27m (całego układu). Składniki Antiope są ciemne, gdyż zaliczają się do planetoid węglowych typu C. Maksymalna temperatura na powierzchni sięga −29 °C. Mała gęstość planetoidy (zaledwie o 25% większa od gęstości wody) może wskazywać, że jest porowata i zawiera nawet 30% pustych przestrzeni.

## Podwójność asteroidy
Podwójność została stwierdzona 10 sierpnia 2000 roku przez zespół Williama J. Merline’a. Drugi składnik został prowizorycznie oznaczony jako S/2000 (90) 1.
Składniki rotują wokół wspólnego środka masy, oddalone od siebie o 171 km. Okres obrotu wokół własnych osi i okres obiegu są najprawdopodobniej równe, wynosząc 16,5 godziny – są one zatem odwrócone do siebie zawsze tymi samymi stronami. Kształt składników przypomina przewidywany w teorii Roche’a dotyczącej rotujących obiektów płynnych okrążających się wzajemnie. Choć Antiope jest ciałem stałym, obserwacje sugerują, że tworzący ją materiał jest słabo związany. Być może jedna, większa planetoida pod wpływem rotacji została rozerwana dwie części.